# Natación en los Juegos Olímpicos de Londres 2012 – 50 metros estilo libre masculino
El evento de 50 metros estilo libre masculino de natación olímpica en los Juegos Olímpicos de Londres 2012 tuvo lugar entre el 2 y 3 de agosto en el Centro Acuático de Londres.

## Récords
Antes de la competición, los récords existentes eran:
| Récord del Mundo | César Cielo (BRA) | 20.91 | São Paulo, Brasil | 18 de diciembre de 2009 |
| Récord Olímpico  | César Cielo (BRA) | 21.30 | Pekín, China      | 16 de agosto de 2008    |

## Resultados

### Series

#### Serie 1
| Rank | Línea | Nombre             | Nacionalidad                   | Tiempo | Notas |
| ---- | ----- | ------------------ | ------------------------------ | ------ | ----- |
| 1    | 5     | Christian Nassif   | República Centroafricana (CAF) | 28.04  |       |
| 2    | 4     | Phathana Inthavong | Laos (LAO)                     | 28.17  |       |
| 3    | 3     | Wilfried Tevoedjre | Benín (BEN)                    | 29.77  |       |

#### Serie 2
| Rank | Línea | Nombre                 | Nacionalidad          | Tiempo | Notas |
| ---- | ----- | ---------------------- | --------------------- | ------ | ----- |
| 1    | 2     | Abdourahman Osman      | Yibuti (DJI)          | 27.25  |       |
| 2    | 6     | Mohamed Elkhedr        | Sudán (SUD)           | 27.26  |       |
| 3    | 3     | Ching Wei              | Samoa Americana (ASA) | 27.30  |       |
| 4    | 7     | Jackson Niyomugabo     | Ruanda (RWA)          | 27.38  |       |
| 5    | 5     | Ganzi Mugula           | Uganda (UGA)          | 27.58  |       |
| 6    | 4     | Paul Edingue Ekane     | Camerún (CMR)         | 27.87  |       |
| 7    | 1     | Mulualem Girma Teshale | Etiopía (ETH)         | 28.99  |       |

#### Serie 3
| Rank | Línea | Nombre              | Nacionalidad                          | Tiempo | Notas |
| ---- | ----- | ------------------- | ------------------------------------- | ------ | ----- |
| 1    | 6     | Kerson Hadley       | Estados Federados de Micronesia (FSM) | 24.82  |       |
| 2    | 4     | Adama Ouedraogo     | Burkina Faso (BUR)                    | 25.26  |       |
| 3    | 5     | Emile Bakale        | República del Congo (CGO)             | 25.62  |       |
| 4    | 2     | Kouassi Brou        | Costa de Marfil (CIV)                 | 25.82  |       |
| 5    | 3     | Tolga Akcayli       | San Vicente y las Granadinas (VIN)    | 26.27  |       |
| 6    | 1     | Giordan Harris      | Islas Marshall (MHL)                  | 26.88  |       |
| 7    | 8     | Prasiddha Jung Shah | Nepal (NEP)                           | 26.93  |       |
| 8    | 7     | Ponloeu Hemthon     | Camboya (CAM)                         | 27.03  |       |

#### Serie 4
| Rank | Línea | Nombre               | Nacionalidad      | Tiempo | Notas |
| ---- | ----- | -------------------- | ----------------- | ------ | ----- |
| 1    | 4     | Roy Burch            | Bermudas (BER)    | 22.47  | RN    |
| 2    | 5     | Barry Murphy         | Irlanda (IRL)     | 22.76  |       |
| 3    | 3     | Shehab Younis        | Egipto (EGY)      | 23.16  |       |
| 4    | 6     | Luke Hall            | Suazilandia (SWZ) | 23.48  |       |
| 5    | 2     | Kareem Ennab         | Jordania (JOR)    | 24.09  |       |
| 6    | 7     | Chakyl Pfiffer Camal | Mozambique (MOZ)  | 24.43  |       |
| 7    | 1     | Rahman Md Mahfizur   | Bangladés (BAN)   | 24.64  |       |
| 8    | 8     | Zachary Payne        | Islas Cook (COK)  | 25.26  |       |

#### Serie 5
| Rank | Línea | Nombre           | Nacionalidad                  | Tiempo | Notas |
| ---- | ----- | ---------------- | ----------------------------- | ------ | ----- |
| 1    | 3     | Jasper Aerents   | Bélgica (BEL)                 | 22.43  |       |
| 2    | 1     | Yang Shi         | República Popular China (CHN) | 22.64  |       |
| 3    | 4     | David Dunford    | Kenia (KEN)                   | 22.72  |       |
| 4    | 7     | Mario Todorovic  | Croacia (CRO)                 | 22.75  |       |
| 5    | 8     | Arni Mar Arnason | Islandia (ISL)                | 22.81  | =RN   |
| 6    | 5     | Brett Fraser     | Islas Caimán (CAY)            | 22.91  |       |
| 7    | 6     | Kacper Majchrzak | Polonia (POL)                 | 23.00  |       |
| 8    | 2     | Federico Grabich | Argentina (ARG)               | 23.30  |       |

#### Serie 6
| Rank | Línea | Nombre            | Nacionalidad            | Tiempo | Notas |
| ---- | ----- | ----------------- | ----------------------- | ------ | ----- |
| 1    | 3     | George Bovell     | Trinidad y Tobago (TRI) | 21.77  | Q     |
| 2    | 4     | Anthony Ervin     | Estados Unidos (USA)    | 21.83  | Q     |
| 3    | 5     | Andrey Grechin    | Rusia (RUS)             | 22.09  | Q     |
| 4    | 6     | Krisztián Takács  | Hungría (HUN)           | 22.19  | Q     |
| 5    | 8     | Norbert Trandafir | Rumania (ROU)           | 22.22  | Q, RN |
| 6    | 2     | Stefan Nystrand   | Suecia (SWE)            | 22.32  |       |
| 7    | 7     | Adam Brown        | Reino Unido (GBR)       | 22.39  |       |
| 8    | 1     | Hanser Garcia     | Cuba (CUB)              | 22.45  |       |

#### Serie 7
| Rank | Línea | Nombre              | Nacionalidad         | Tiempo | Notas |
| ---- | ----- | ------------------- | -------------------- | ------ | ----- |
| 1    | 1     | Roland Schoeman     | Sudáfrica (RSA)      | 21.92  | Q     |
| 2    | 4     | Cullen Jones        | Estados Unidos (USA) | 21.95  | Q     |
| 3    | 7     | Andrii Govorov      | Ucrania (UKR)        | 22.09  | Q     |
| 4    | 5     | James Magnussen     | Australia (AUS)      | 22.11  | Q     |
| 5    | 3     | Eamon Sullivan      | Australia (AUS)      | 22.27  | Q     |
| 6    | 6     | Amaury Leveaux      | Francia (FRA)        | 22.35  |       |
| 7    | 2     | Marco Orsi          | Italia (ITA)         | 22.36  |       |
| 8    | 8     | Ari-Pekka Liukkonen | Finlandia (FIN)      | 22.57  |       |

#### Serie 8
| Rank | Línea | Nombre             | Nacionalidad    | Tiempo | Notas |
| ---- | ----- | ------------------ | --------------- | ------ | ----- |
| 1    | 4     | César Cielo        | Brasil (BRA)    | 21.80  | Q     |
| 2    | 5     | Bruno Fratus       | Brasil (BRA)    | 21.82  | Q     |
| 3    | 3     | Florent Manaudou   | Francia (FRA)   | 22.09  | Q     |
| 4    | 6     | Luca Dotto         | Italia (ITA)    | 22.12  | Q     |
| =    | 7     | Gideon Louw        | Sudáfrica (RSA) | 22.12  | Q     |
| 6    | 8     | Brent Hayden       | Canadá (CAN)    | 22.15  | Q     |
| 7    | 2     | Sergei Fesikov     | Rusia (RUS)     | 22.42  |       |
| 8    | 1     | Ioannis Kalargaris | Grecia (GRE)    | 22.80  |       |

#### Sumario
| Rank | Serie | Línea | Nombre                 | Nacionalidad                          | Tiempo | Notas |
| ---- | ----- | ----- | ---------------------- | ------------------------------------- | ------ | ----- |
| 1    | 6     | 3     | George Bovell          | Trinidad y Tobago (TRI)               | 21.77  | Q     |
| 2    | 8     | 4     | César Cielo            | Brasil (BRA)                          | 21.80  | Q     |
| 3    | 8     | 5     | Bruno Fratus           | Brasil (BRA)                          | 21.82  | Q     |
| 4    | 6     | 4     | Anthony Ervin          | Estados Unidos (USA)                  | 21.83  | Q     |
| 5    | 7     | 1     | Roland Schoeman        | Sudáfrica (RSA)                       | 21.92  | Q     |
| 6    | 7     | 4     | Cullen Jones           | Estados Unidos (USA)                  | 21.95  | Q     |
| 7    | 6     | 5     | Andrey Grechin         | Rusia (RUS)                           | 22.09  | Q     |
| =    | 7     | 7     | Andrii Govorov         | Ucrania (UKR)                         | 22.09  | Q     |
| =    | 8     | 3     | Florent Manaudou       | Francia (FRA)                         | 22.09  | Q     |
| 10   | 7     | 5     | James Magnussen        | Australia (AUS)                       | 22.11  | Q     |
| 11   | 8     | 6     | Luca Dotto             | Italia (ITA)                          | 22.12  | Q     |
| =    | 8     | 7     | Gideon Louw            | Sudáfrica (RSA)                       | 22.12  | Q     |
| 13   | 8     | 8     | Brent Hayden           | Canadá (CAN)                          | 22.15  | Q     |
| 14   | 6     | 6     | Krisztián Takács       | Hungría (HUN)                         | 22.19  | Q     |
| 15   | 6     | 8     | Norbert Trandafir      | Rumania (ROU)                         | 22.22  | Q, RN |
| 16   | 7     | 3     | Eamon Sullivan         | Australia (AUS)                       | 22.27  | Q     |
| 17   | 6     | 2     | Stefan Nystrand        | Suecia (SWE)                          | 22.32  |       |
| 18   | 7     | 6     | Amaury Leveaux         | Francia (FRA)                         | 22.35  |       |
| 19   | 7     | 2     | Marco Orsi             | Italia (ITA)                          | 22.36  |       |
| 20   | 6     | 7     | Adam Brown             | Reino Unido (GBR)                     | 22.39  |       |
| 21   | 8     | 2     | Sergei Fesikov         | Rusia (RUS)                           | 22.42  |       |
| 22   | 5     | 3     | Jasper Aerents         | Bélgica (BEL)                         | 22.43  |       |
| 23   | 6     | 1     | Hanser Garcia          | Cuba (CUB)                            | 22.45  |       |
| 24   | 4     | 4     | Roy Burch              | Bermudas (BER)                        | 22.47  | RN    |
| 25   | 7     | 8     | Ari-Pekka Liukkonen    | Finlandia (FIN)                       | 22.57  |       |
| 26   | 5     | 1     | Yang Shi               | República Popular China (CHN)         | 22.64  |       |
| 27   | 5     | 4     | David Dunford          | Kenia (KEN)                           | 22.72  |       |
| 28   | 5     | 7     | Mario Todorovic        | Croacia (CRO)                         | 22.75  |       |
| 29   | 4     | 5     | Barry Murphy           | Irlanda (IRL)                         | 22.76  |       |
| 30   | 8     | 1     | Ioannis Kalargaris     | Grecia (GRE)                          | 22.80  |       |
| 31   | 5     | 8     | Arni Mar Arnason       | Islandia (ISL)                        | 22.81  | =RN   |
| 32   | 5     | 5     | Brett Fraser           | Islas Caimán (CAY)                    | 22.91  |       |
| 33   | 5     | 6     | Kacper Majchrzak       | Polonia (POL)                         | 23.00  |       |
| 34   | 4     | 3     | Shehab Younis          | Egipto (EGY)                          | 23.16  |       |
| 35   | 5     | 2     | Federico Grabich       | Argentina (ARG)                       | 23.30  |       |
| 36   | 4     | 6     | Luke Hall              | Suazilandia (SWZ)                     | 23.48  |       |
| 37   | 4     | 2     | Kareem Ennab           | Jordania (JOR)                        | 24.09  |       |
| 38   | 4     | 7     | Chakyl Pfiffer Camal   | Mozambique (MOZ)                      | 24.43  |       |
| 39   | 4     | 1     | Rahman Md Mahfizur     | Bangladés (BAN)                       | 24.64  |       |
| 40   | 3     | 6     | Kerson Hadley          | Estados Federados de Micronesia (FSM) | 24.82  |       |
| 41   | 3     | 4     | Adama Ouedraogo        | Burkina Faso (BUR)                    | 25.26  |       |
| 42   | 4     | 8     | Zachary Payne          | Islas Cook (COK)                      | 25.26  |       |
| 43   | 3     | 5     | Emile Bakale           | República del Congo (CGO)             | 25.62  |       |
| 44   | 3     | 2     | Kouassi Brou           | Costa de Marfil (CIV)                 | 25.82  |       |
| 45   | 3     | 3     | Tolga Akcayli          | San Vicente y las Granadinas (VIN)    | 26.27  |       |
| 46   | 3     | 1     | Giordan Harris         | Islas Marshall (MHL)                  | 26.88  |       |
| 47   | 3     | 8     | Prasiddha Jung Shah    | Nepal (NEP)                           | 26.93  |       |
| 48   | 3     | 7     | Ponloeu Hemthon        | Camboya (CAM)                         | 27.03  |       |
| 49   | 2     | 2     | Abdourahman Osman      | Yibuti (DJI)                          | 27.25  |       |
| 50   | 2     | 6     | Mohamed Elkhedr        | Sudán (SUD)                           | 27.26  |       |
| 51   | 2     | 3     | Ching Wei              | Samoa Americana (ASA)                 | 27.30  |       |
| 52   | 2     | 7     | Jackson Niyomugabo     | Ruanda (RWA)                          | 27.38  |       |
| 53   | 2     | 5     | Ganzi Mugula           | Uganda (UGA)                          | 27.58  |       |
| 54   | 2     | 4     | Paul Edingue Ekane     | Camerún (CMR)                         | 27.87  |       |
| 55   | 1     | 5     | Christian Nassif       | República Centroafricana (CAF)        | 28.04  |       |
| 56   | 1     | 4     | Phathana Inthavong     | Laos (LAO)                            | 28.17  |       |
| 57   | 2     | 1     | Mulualem Girma Teshale | Etiopía (ETH)                         | 28.99  |       |
| 58   | 1     | 3     | Wilfried Tevoedjre     | Benín (BEN)                           | 29.77  |       |

### Semifinales

#### Semifinal 1
| Rank | Línea | Nombre           | Nacionalidad         | Tiempo | Notas |
| ---- | ----- | ---------------- | -------------------- | ------ | ----- |
| 1    | 3     | Cullen Jones     | Estados Unidos (USA) | 21.54  | Q     |
| =    | 4     | César Cielo      | Brasil (BRA)         | 21.54  | Q     |
| 3    | 5     | Anthony Ervin    | Estados Unidos (USA) | 21.62  | Q     |
| 4    | 8     | Eamon Sullivan   | Australia (AUS)      | 21.88  | Q     |
| 5    | 7     | Gideon Louw      | Sudáfrica (RSA)      | 21.92  |       |
| 6    | 2     | James Magnussen  | Australia (AUS)      | 22.00  |       |
| 7    | 1     | Krisztián Takács | Hungría (HUN)        | 22.01  |       |
| 8    | 6     | Andrii Govorov   | Ucrania (UKR)        | 22.12  |       |

#### Semifinal 2
| Rank | Línea | Nombre            | Nacionalidad            | Tiempo | Notas |
| ---- | ----- | ----------------- | ----------------------- | ------ | ----- |
| 1    | 5     | Bruno Fratus      | Brasil (BRA)            | 21.63  | Q     |
| 2    | 4     | George Bovell     | Trinidad y Tobago (TRI) | 21.77  | Q     |
| 3    | 2     | Florent Manaudou  | Francia (FRA)           | 21.80  | Q     |
| 4    | 3     | Roland Schoeman   | Sudáfrica (RSA)         | 21.88  | Q     |
| 5    | 6     | Andrey Grechin    | Rusia (RUS)             | 21.98  |       |
| 6    | 7     | Luca Dotto        | Italia (ITA)            | 22.09  |       |
| 7    | 1     | Brent Hayden      | Canadá (CAN)            | 22.12  |       |
| 8    | 8     | Norbert Trandafir | Rumania (ROU)           | 22.30  |       |

#### Sumario
| Rank | Serie | Línea | Nombre            | Nacionalidad            | Tiempo | Notas |
| ---- | ----- | ----- | ----------------- | ----------------------- | ------ | ----- |
| 1    | 1     | 3     | Cullen Jones      | Estados Unidos (USA)    | 21.54  | Q     |
| 2    | 1     | 4     | César Cielo       | Brasil (BRA)            | 21.54  | Q     |
| 3    | 1     | 5     | Anthony Ervin     | Estados Unidos (USA)    | 21.62  | Q     |
| 4    | 2     | 5     | Bruno Fratus      | Brasil (BRA)            | 21.63  | Q     |
| 5    | 2     | 4     | George Bovell     | Trinidad y Tobago (TRI) | 21.77  | Q     |
| 6    | 2     | 2     | Florent Manaudou  | Francia (FRA)           | 21.80  | Q     |
| 7    | 2     | 3     | Roland Schoeman   | Sudáfrica (RSA)         | 21.88  | Q     |
| =    | 1     | 8     | Eamon Sullivan    | Australia (AUS)         | 21.88  | Q     |
| 9    | 1     | 7     | Gideon Louw       | Sudáfrica (RSA)         | 21.92  |       |
| 10   | 2     | 6     | Andrey Grechin    | Rusia (RUS)             | 21.98  |       |
| 11   | 1     | 2     | James Magnussen   | Australia (AUS)         | 22.00  |       |
| 12   | 1     | 1     | Krisztián Takács  | Hungría (HUN)           | 22.01  |       |
| 13   | 2     | 7     | Luca Dotto        | Italia (ITA)            | 22.09  |       |
| 14   | 2     | 1     | Brent Hayden      | Canadá (CAN)            | 22.12  |       |
| =    | 1     | 6     | Andrii Govorov    | Ucrania (UKR)           | 22.12  |       |
| 16   | 2     | 8     | Norbert Trandafir | Rumania (ROU)           | 22.30  |       |

### Final
| Rank              | Línea | Nombre           | Nacionalidad            | Tiempo | Notas |
| ----------------- | ----- | ---------------- | ----------------------- | ------ | ----- |
| Medalla de oro    | 7     | Florent Manaudou | Francia (FRA)           | 21.34  |       |
| Medalla de plata  | 5     | Cullen Jones     | Estados Unidos (USA)    | 21.54  |       |
| Medalla de bronce | 4     | César Cielo      | Brasil (BRA)            | 21.59  |       |
| 4                 | 6     | Bruno Fratus     | Brasil (BRA)            | 21.61  |       |
| 5                 | 3     | Anthony Ervin    | Estados Unidos (USA)    | 21.78  |       |
| 6                 | 8     | Roland Schoeman  | Sudáfrica (RSA)         | 21.80  |       |
| 7                 | 2     | George Bovell    | Trinidad y Tobago (TRI) | 21.82  |       |
| 8                 | 1     | Eamon Sullivan   | Australia (AUS)         | 21.98  |       |